# Hendrik Conscience

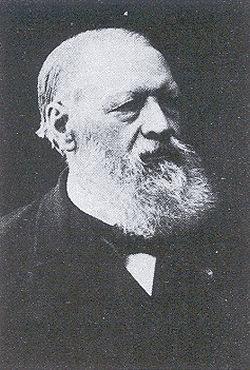
Hendrik Conscience

Hendrik Conscience (născut Henri Conscience) (3 decembrie 1812, Antwerp - 10 septembrie 1883, Antwerp) a fost un scriitor flamand de limba olandeză.

Este considerat pionier al literaturii de limbă olandeză din Flandra, scriind într-un moment în care Belgia era dominată de limba franceză vorbită de clasele superioare conducătoare, fiind folosită în literatură și administrație.
Hendrik Conscience, născut la Anvers la 3 decembrie 1812 este fiul unui francez din Franche-Comte și al unei flamande.
Din adolescență ca ajutor de institutor cunoaște realitățile sătești pe care le va reprezenta în multe din povestirile sale.
Conscience a luptat ca revoluționar belgian din 1830 fiind voluntar în armată timp de 6 ani și a fost un scriitor remarcabil în stilul romantic, popular la începutul secolului al XIX-lea. El este cunoscut cel mai bine pentru romanul său naționalist, Leul Flandrei - De Leeuw van Vlaenderen (1838), inspirat de victoria unei miliții țărănești flamande asupra cavalerilor francezi în bătălia de la Courtrai (Kortrijk) din timpul Războiului franco-flamand din 1302.
Din 1841 când ajunge secretarul Academiei de Arte din Anvers se dedică tot mai mult timp scrisului iar cariera sa literară se împletește cu cea de om de cultură influent. În 1845 devine profesor universitar și preceptor al copiilor regelui Leopold. Între 1854-1868 este conservator al muzeelor din Bruxelles, perioada sa de maximă creație pe plan literar.
În anul 1869 devine membru al Academiei Regale a Belgiei.  
Pe parcursul carierei sale, Hendrik Conscience a publicat peste 100 de romane, alte nuvele si povestiri și a obținut o popularitate considerabilă fiind considerat părintele prozei flamande moderne.
Opere reprezentative:
Aurul minunilor, roman (1837);
Fantezii, volum de schițe (1837);
Leul Flandrei (1838), roman istoric;
Jakob van Artevelde (1849);
Recrutul, Jupân Gansendock (1850);
Rikke-Tikke-Tak (1851);
Războiul țăranilor (1853);
Batavia, Simon Turckl (1858);
Demonul banilor (1859);
Primarul Van Luik (1866)
Personalitatea lui Conscience domină întreg procesul devenirii nuvelei și romanului modern flamand, a prozei scurte și ample, opera sa marcând trecerea de la romantism la realism și naturalism în Belgia.
Scriitorul are o piață care îi poartă numele în orașul Anvers (Antwerpen) cu o statuie ridicată aici în 1883.
Surse:
Sanda Radian - Hendrik Conscience - Razboiul țăranilor - prefață, Ed. Univers,1984
1. 1 2 3  ODIS
2. 1 2  Autoritatea BnF, accesat în 10 octombrie 2015
3. ↑  Hendrik Conscience, Internet Speculative Fiction Database, accesat în 9 octombrie 2017
4. ↑  „Hendrik Conscience”, Gemeinsame Normdatei, accesat în 28 aprilie 2014
5. ↑  Hendrik Conscience, Opća i nacionalna enciklopedija
6. ↑  „Hendrik Conscience”, Gemeinsame Normdatei, accesat în 15 decembrie 2014
7. ↑  Henri Conscience, Biographie nationale de Belgique, accesat în 9 octombrie 2017
8. ↑  Hendrik Conscience, International Music Score Library Project, accesat în 9 octombrie 2017
9. ↑  Hendrik Conscience, Brockhaus Enzyklopädie
10. ↑  Hendrik Conscience, Find a Grave, accesat în 9 octombrie 2017
11. 1 2  CONOR.SI[*] Verificați valoarea |titlelink= (ajutor)
12. ↑   https://nl.wikipedia.org/wiki/Hendrik_Conscience Lipsește sau este vid: |title= (ajutor)